# Mézilhac
Mézilhac är en kommun i departementet Ardèche i regionen Auvergne-Rhône-Alpes i sydöstra Frankrike. Kommunen ligger  i kantonen Antraigues-sur-Volane som ligger i arrondissementet Largentière. År 2022 hade Mézilhac 99 invånare.

## Befolkningsutveckling
Antalet invånare i kommunen Mézilhac
Referens: INSEE

## Galleri

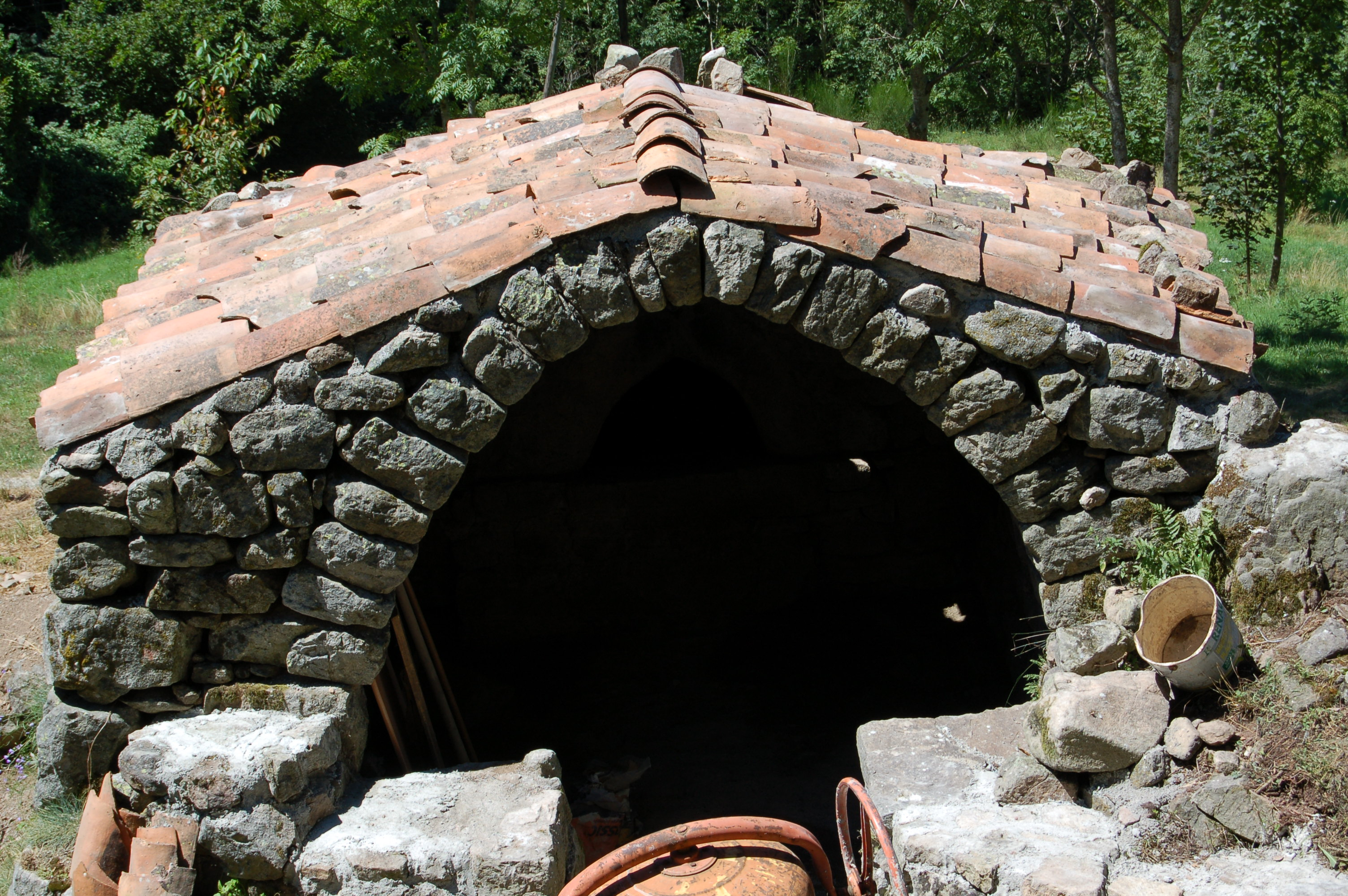
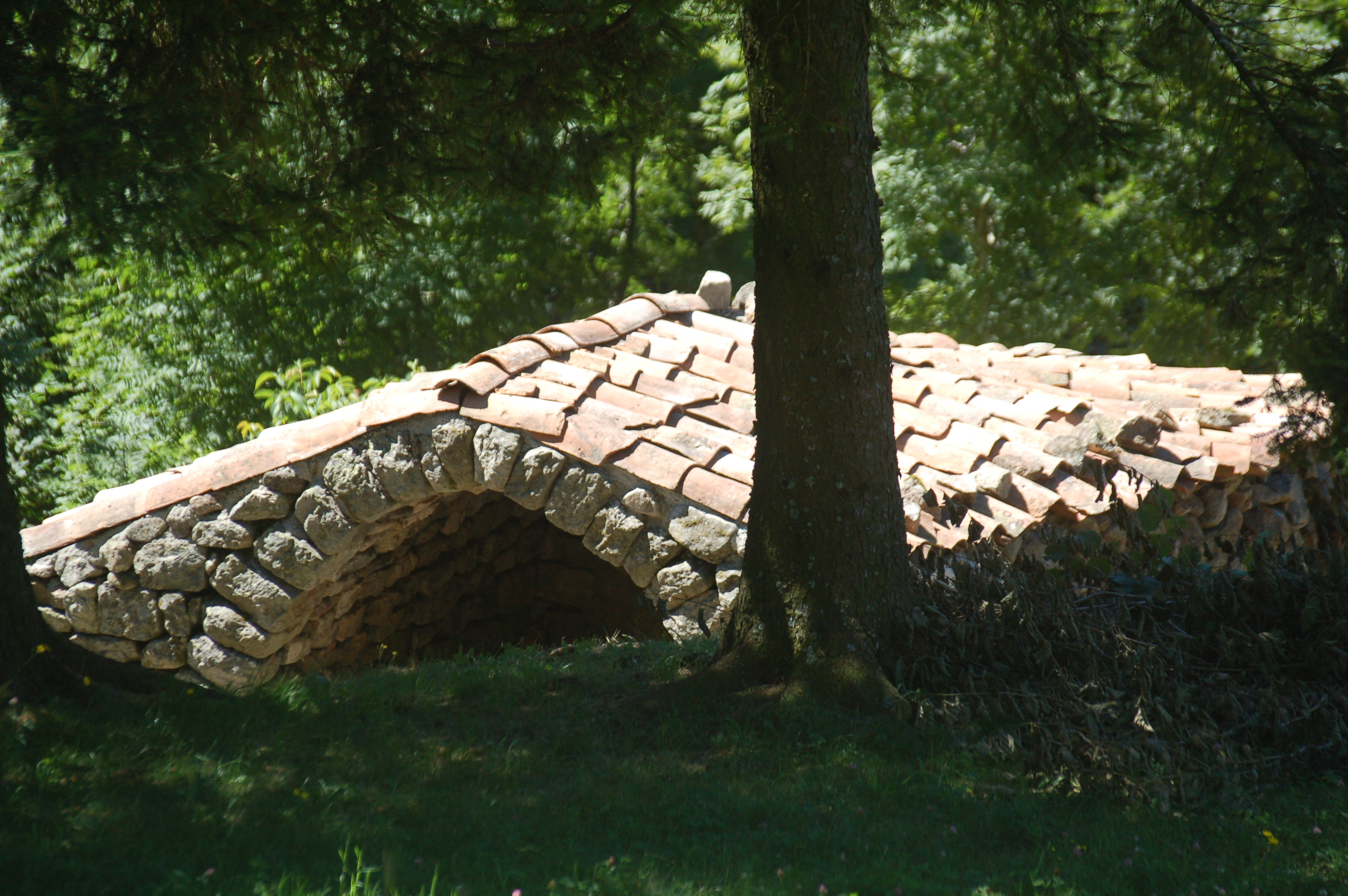
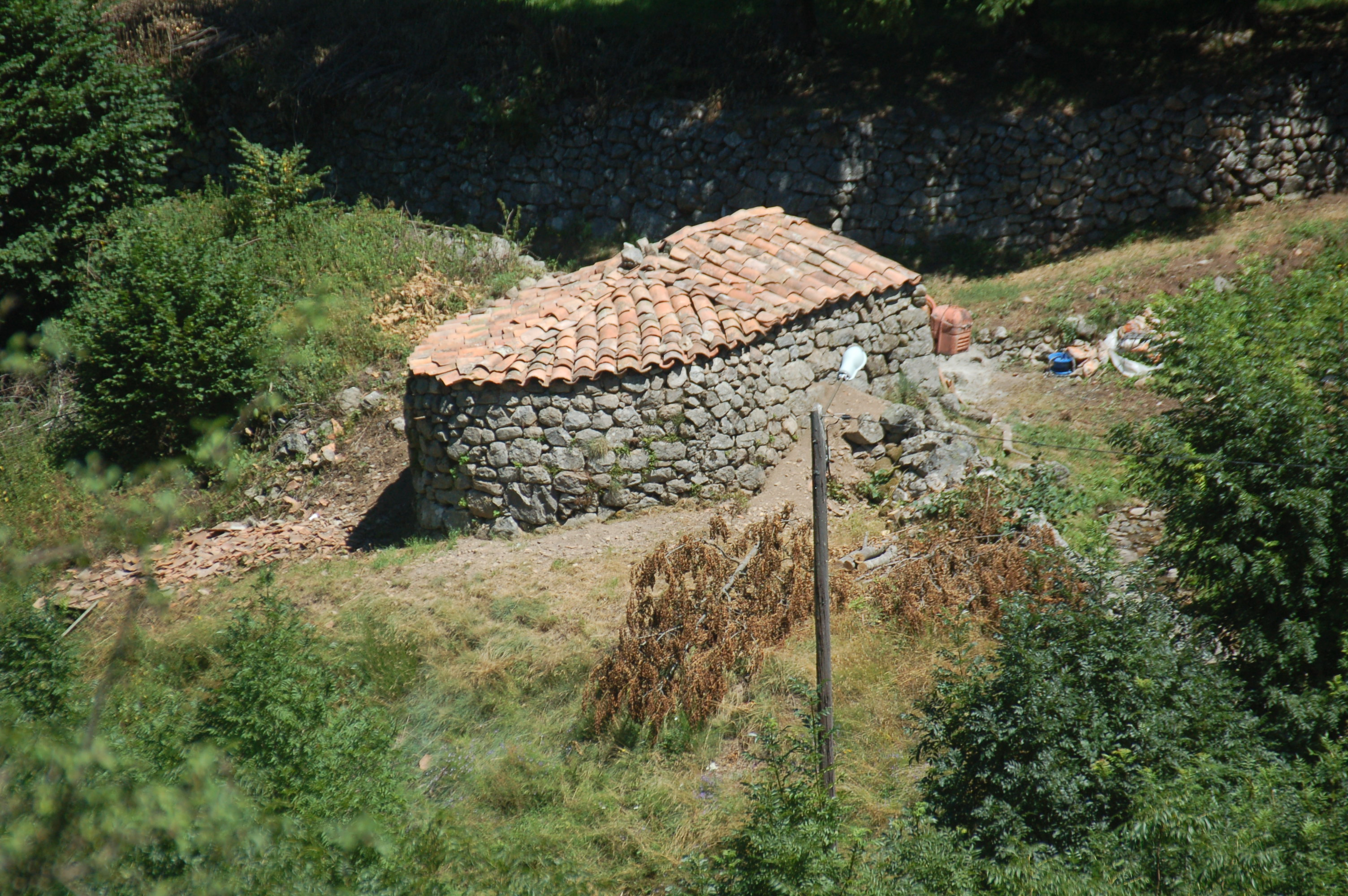
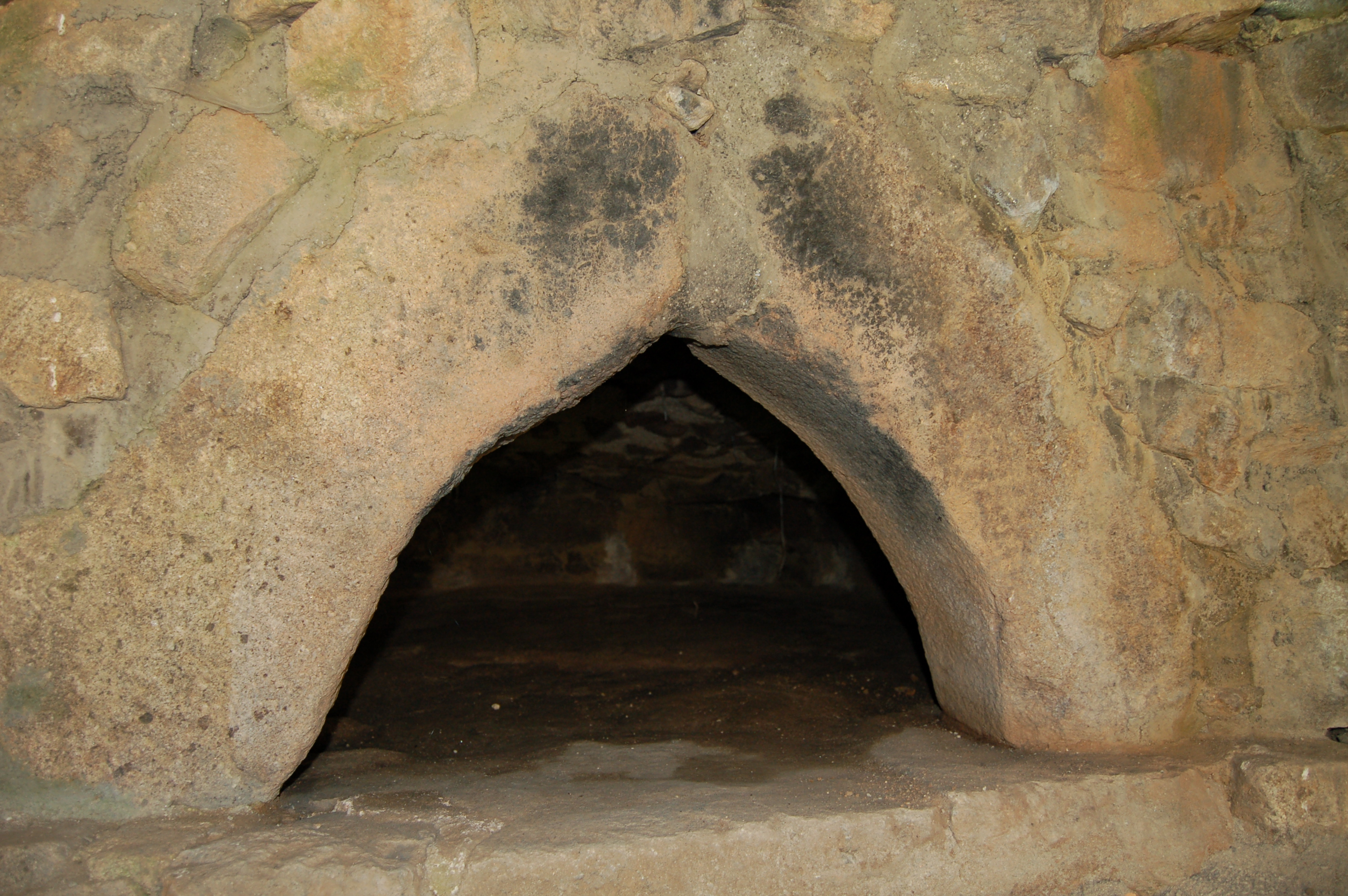
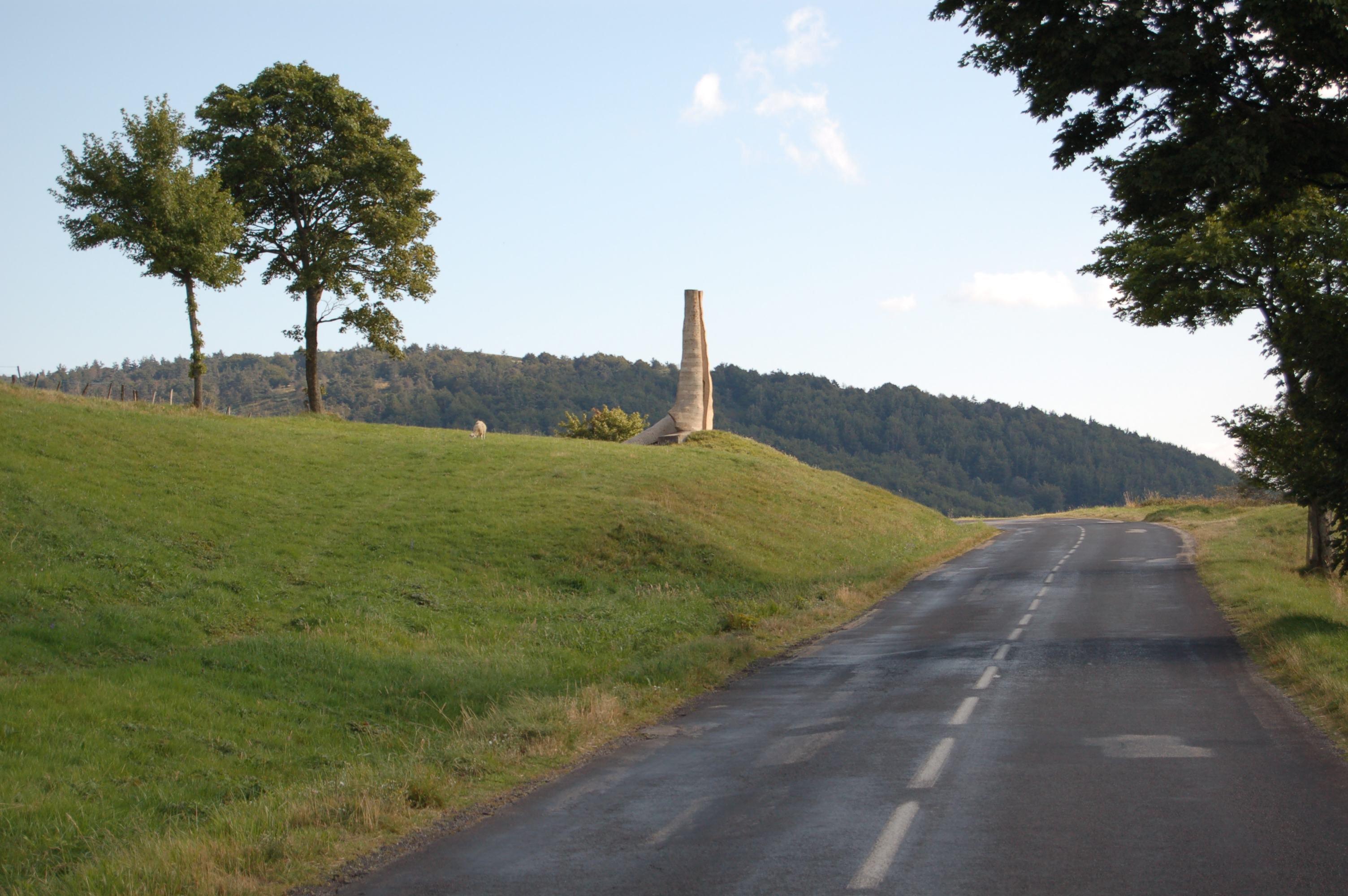
Monument över en flygkrasch 21 januari 1971 där totalt 20 personer omkom. De omkomna var militär personal och civil personal ur Commissariat à l'Énergie Atomique.
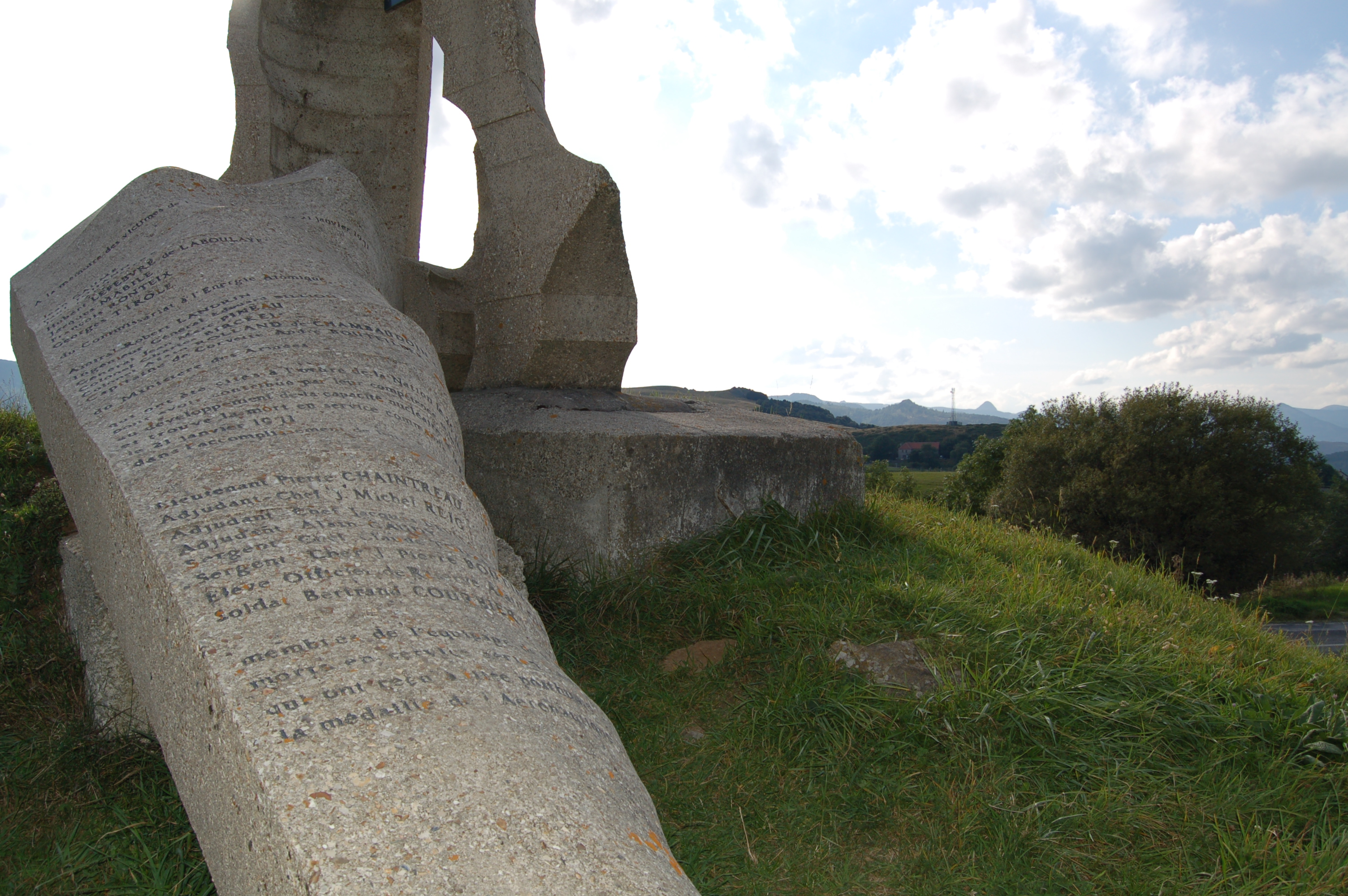
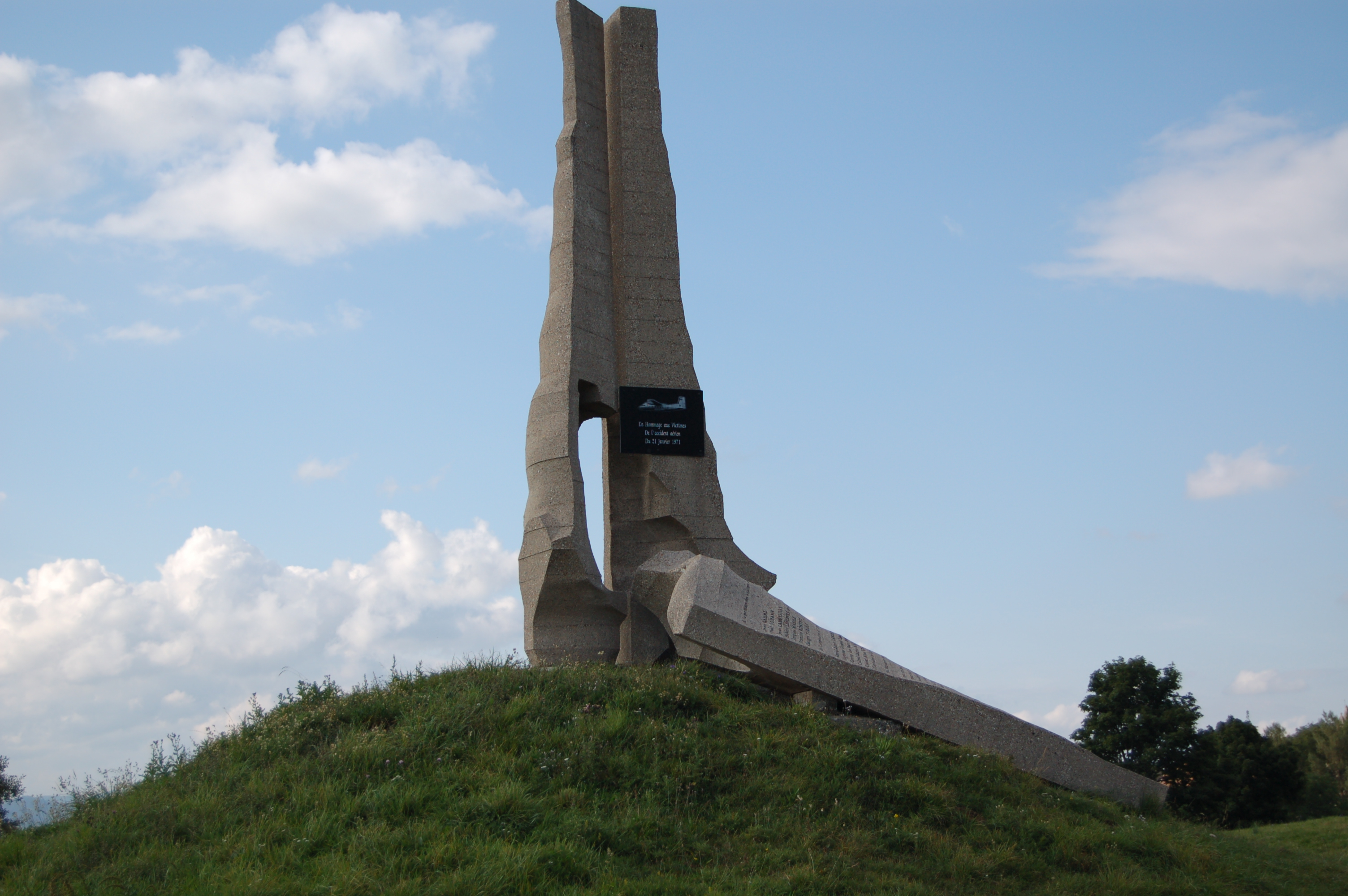